# Photooxidantien
Photooxidantien sind reaktive Oxidationsmittel, die unter Einfluss von (Sonnen-)Licht entstehen. Sie können in der Umwelt vielfältige chemische Reaktionen auslösen, welche zur Luftverschmutzung beitragen.
Stickstoffoxide können sich in der Luft mit Kohlenwasserstoffen und Sauerstoff unter dem Einfluss intensiver Sonnenstrahlung zu sogenannten Photooxidantien umsetzen. Zu diesen gehören Ozon, Peroxyacetylnitrat (PAN), Salpetersäure und sonstige Reaktionsprodukte, die oxidierende Eigenschaften haben. 
Es wird vermutet, dass Ozon eine zentrale Rolle bei der Entstehung von Waldschäden spielt. Die Weltgesundheitsorganisation (WHO) empfiehlt eine Ozon-Konzentration von unter 60 μg/m3 während der Vegetationsperiode. Auch Lungenfunktionsstörungen und Entzündungen der Atemwege durch Ozon werden vermutet. Übersteigt die Ozon-Konzentration einen Wert von etwa 300 μg/m3 Luft, kommt es zur Sichttrübung, zum sogenannten Photochemischen Smog (Los-Angeles-Smog). 
Andererseits sind Photooxidantien, besonders das OH-Radikal, verantwortlich für den schnellen Abbau (Photoabbau) vieler Luftverunreinigungen wie z. B. CO in der Atmosphäre, gemäß:
1. O3 + hν → O2 + O*
2. O* + H2O → 2 OH
3. CO + OH → CO2 + H
4. H + O2 → HO2
5. HO2 + O3 → OH + 2 O2